# Photoscotosia keraria
Photoscotosia keraria là một loài bướm đêm trong họ Geometridae.